# Bisdom Viana (Angola)
Het bisdom Viana (Latijn: Dioecesis Viananensis) is een rooms-katholiek bisdom met als zetel Viana, in Angola. Het bisdom is suffragaan aan het aartsbisdom Luanda. 

## Geschiedenis
Het bisdom werd opgericht op 6 juni 2007, uit delen van het aartsbisdom Luanda. 

## Parochies
Het bisdom had in 2022 een oppervlakte van 18.462 km2 en telde 3.009.771 inwoners waarvan 4,1% rooms-katholiek was.

## Bisschoppen
- Joaquim Ferreira Lopes (6 juni 2007 - 11 februari 2019)
- Emílio Sumbelelo (11 februari 2019 - heden)